# Sismo de Erzurum de 840
O sismo de Erzurum de 840 supostamente ocorreu na cidade de Calícala (atual Erzurum). A fonte primária para o evento é a crônica de Miguel, o Sírio (século XII), que alegou que ele ocorreu numa sexta-feira do mês de junho (Hazirã no texto original) do ano 1151 da era selêucida (Anno Graecorum), ou 840 Anno Domini. Segundo a narrativa, oito torres da muralha defensiva caíram, bem como muitas casas. Miguel estimou que cerca de 200 pessoas foram mortas e que os tremores continuaram por dois meses após os terremotos iniciais, forçando os moradores sobreviventes a se mudarem aos campos, viviam com medo de um segundo terremoto.[1] O epítome armênio da crônica omite o terremoto e a crônica original apresenta uma cronologia não confiável, o que coloca dúvidas sobre a data e o local deste terremoto. A cidade de Erzurum foi reconstruída várias vezes e nenhum dado arqueológico e arquitetônico foi conectado a este terremoto.